# Tritoniopsis dodii
Tritoniopsis dodii es una especie de planta perenne, bulbosa, oriunda de Sudáfrica que se incluyen  dentro de la subfamilia Crocoideae de las iridáceas.

## Descripción
Tritoniopsis dodii, es una planta herbácea perennifolia, geofita que alcanza un tamaño de  0.25 - 0.4 m de altura. Se encuentra a una altitud de 85 - 1249 metros en Sudáfrica.

## Taxonomía
Tritoniopsis dodii fue descrita por (G.J.Lewis) G.J.Lewis y publicado en Journal of South African Botany 25: 345–347, f. 2 E. 1959.
Etimología
Tritoniopsis: nombre genérico compuesto que significa "similar al género Tritonia".
dodii: epíteto otorgado en honor del botánico Donald Dungan Dod.
Sinonimia
- Exohebea dodii (G.J.Lewis) R.C.Foster
- Hebea dodii G.J.Lewis basónimo[4][5]